# Resolució 394 del Consell de Seguretat de les Nacions Unides
La Resolució 394 del Consell de Seguretat de les Nacions Unides, aprovada el 16 d'agost de 1976 després d'examinar l'aplicació de la República de les Illes Seychelles per a ser membre de les Nacions Unides, el Consell va recomanar a l'Assemblea general que la República de les Illes Seychelles fos admesa.